# Cayo Piedra del Obispo
Cayo Piedra del Obispo es una isla en el archipiélago de Sabana-Camagüey en el océano Atlántico, que pertenece a la República de Cuba. Administrativamente es parte de la provincia cubana de Villa Clara. Se encuentra en las coordenadas geográficas 23°06′20″N 80°12′09″O / 23.10556, -80.20250 entre la bahía obispo (al oeste), y el paso del obispo (al oeste), mientras que el Cayo Verde se encuentra al noroeste.